# CENNED
CENNED is een Nederlandse marathonschaatsploeg onder leiding van Alida Pasveer. Het team wordt gesponsord door CENNED. In seizoen 2012/2013 fuseerde CENNED met Intersport Jan Bols die een talentenploeg opzette. Verzorger is Jurjen Rollingswier en teammanager Herman Kramer maakt de begeleiding compleet. Vanaf seizoen 2017/2018 werkt CENNED samen met de Elfstedenhal dat trainingsfaciliteiten voor het team zal bieden en in ruil daarvoor zorgt het team voor bekendheid onder de andere marathonteams.
In 2016 wonnen Birgit Witte en in 2020 Laura van Ramshorst in het kenmerkende lichtblauwe pak de Alternatieve Elfstedentocht op de Weißensee op hun naam.
Na seizoen 2021/2022 stopt CENNED als hoofdsponsor.

## Seizoen 2016-2017
De volgende schaatssters maken deel uit van dit team:
- Ankie IJtsma
- Maya de Jong
- Laura van Ramshorst
- Nienke Smit
- Aggie Walsma